# Hemina (Band)
Hemina ist eine australische Power-, Melodic- und Progressive-Metal-Band aus Sydney, die 2008 gegründet wurde.

## Geschichte
Die Band wurde im Jahr 2008 von dem Gitarristen und Sänger Douglas Skene gegründet. Im Juli 2010 wurde mit As We Know It eine erste aus drei Liedern bestehende EP namens As We Know It veröffentlicht. Die Lieder sind auch auf dem späteren Debütalbum enthalten, das im Oktober 2011 unter dem Namen Synthetic erschien. Der Tonträger war von Tommy Hansen in den Jailhouse Studios abgemischt und gemastert worden. Er erschien zunächst nur in Australien und erst im folgenden Jahr in den restlichen Teilen der Welt. Zur Veröffentlichung wurden Auftritte mit Voyager und Arcane abgehalten. Ende 2011 verließ der Schlagzeuger Andrew Craig die Besetzung und wurde durch Mathew Irsak ersetzt. Nach weiteren Auftritten im Jahr 2012 schied Irsak im November aus. Mitte 2013 ging es zusammen mit Kamelot auf eine nationale Tournee. 2014 schloss sich mit Nebulae das nächste Album an. Im März 2015 trat die Band zusammen mit Uriah Heep auf. Das dritte Album, Venus, kam 2016 heraus. Im folgenden Jahr nahm die Gruppe am ProgPower Europe teil. In ihrer Karriere ist die Band bisher unter anderem auch zusammen mit Apocalyptica und Queensrÿche aufgetreten.

## Stil
Michael Kohsiek vom Rock Hard schrieb in seiner Rezension zu As We Know It, dass die Band hierauf melodischen Progressive Metal spielt, wobei man nicht versuche „auf Teufel komm raus neuartige Sounds und nie da gewesene Dinge [zu] kreieren“. In den Songs seien Gemeinsamkeiten mit Shadow Gallery, Poverty’s No Crime und Avalon hörbar. In einer späteren Ausgabe rezensierte Kohsiek Synthetic und stellte fest, dass man es hierauf mit Genre-Kollegen wie Vanden Plas oder Vanishing Point aufnehmen kann. Die Härte der Songs gehe eher in Richtung Shadow Gallery. Somit gebe es „‚Prog light‘ und keine komplett irrsinnigen Achterbahnfahrten à la Watchtower“. Die Songs seien dennoch recht komplex und die Gitarrenarbeit schwanke zwischen „eingängig und kompliziert mäandernder Saitenarbeit“. Das Album sei somit sowohl für Fans von Progressive- als auch von Melodic-Metal geeignet. Alex Klug von Metal.de stellte bei Nebulae meist gewöhnlichen Progressive Metal mit gelegentlichen Power-Metal-Einschüben fest. Er zog einen Vergleich zu Dream Theater und „erträglicheren“ Kamelot. Man bewege sich dabei „irgendwo zwischen String-Ensemble-Overdose, soliden Twin-Guitar-Motiven und weihnachtlichen NIGHTWISH-Orgeln“ und verarbeite Refrains die an Popmusik erinnern würden. Die Gesangspaarung von Jessica Martin und Douglas Skene erinnere etwas an die von Devin Townsend und Anneke van Giersbergen, komme qualitativ an diese jedoch nicht heran. An den E-Gitarren setze man „statt technischem Petrucci-Gefiddel viel lieber auf die ewige Herumhackerei auf einem einzigen Ton“, um als progressiv gelten zu können. Peter Kubaschk von Powermetal.de meinte zu Venus, dass hierauf besonders Skenes Gesang markant sei. Es gebe für den Djent typische Rhythmen, was auch bereits beim Vorgänger der Fall gewesen sei, und im Chorus nähere man sich dem Pop etwas an. Die Musik sei progressiv, da sie auf dem Album einem ständigen Wandel unterzogen sei. Auch mache man von Gospelchor, Blasinstrumenten, einem Synthesizer, Flötenklängen und einem Piano Gebrauch. Das Album sei für Fans von Anubis, Dream Theater und Pain of Salvation geeignet.

## Diskografie
- 2010: As We Know It (EP, Eigenveröffentlichung)
- 2011: Synthetic (Album, Firestarter Music)
- 2012: Haunting Me! (Single, Nightmare Records)
- 2014: Nebulae (Album, The Bird’s Robe Collective)
- 2015: Waikiki (Single, Eigenveröffentlichung)
- 2015: Freedom (Single, The Bird’s Robe Collective)
- 2015: Hope (Single, Eigenveröffentlichung)
- 2016: Venus (Album, Eigenveröffentlichung)
- 2019: Night Echoes (Album, Eigenveröffentlichung)
- 2020: Neon (Single, Eigenveröffentlichung)
- 2023: Romancing the Ether (Album, Eigenveröffentlichung)